# Dorcadion longulum
Dorcadion longulum är en skalbaggsart som beskrevs av Stefan von Breuning 1943. Dorcadion longulum ingår i släktet Dorcadion och familjen långhorningar. Inga underarter finns listade i Catalogue of Life.